# 高升乡 (安岳县)
高升乡，是中华人民共和国四川省资阳市安岳县下辖的一个乡镇级行政单位。

## 行政区划
高升乡下辖以下地区：
灯坡村、天佛村、玉寨村、瓦坝村、沙子村、双鸡村、红音村、八楼村、洞库村、桐坝村、云光村、偏牛村、蛙石村、水磨村、碑堰村和长市村。